# Type 80/88 (carro armato)
Il Type 80 (式S, Bālíng ShìP) e il Type 88 (式S, Bābā shìP) sono una famiglia di carri armati da combattimento cinesi di seconda generazione, conosciuti anche rispettivamente come ZTZ80 and ZTZ88.

## Storia
Nei primi anni ottanta, il principale carro armato in servizio presso le Forze di terra dell'EPL era il datato Type 59, obsoleto sia rispetto ai sovietici T-62, T-64 e T-72 che rispetto ai progetti occidentali. L'Esercito Popolare di Liberazione (EPL) richiese quindi nuovi modelli di carro, corrispondenti grossomodo con i modelli sovietici, che portarono allo sviluppo del Type 69, il quale incorporava alcune tecnologie tratte da T-62 catturati ai russi. Tuttavia il Type 69 non riuscì a soddisfare i requisiti dell'EPL, vide un limitato servizio domestico ma ebbe un buon successo sul mercato export.
L'ulteriore sviluppo del carro portò allo sviluppo dei prototipi dei carri WZ-122, Type 80 e Type 90. Lo sviluppo del Type 80 iniziò nel 1980 sotto la direzione dello Stabilimento Nº 617, in collaborazione con l'Istituto Nº 201, lo Stabilimento Nº 447 ed il Nº 616. L'unica variante ad entrare effettivamente in servizio alla fine degli anni ottanta fu il Type 88. Quest'ultimo venne ulteriormente sviluppato nel modello Type 96 negli anni novanta.

## Progetto
Il Type 80 ha ereditato la filosofia progettuale del Type 69/79, che combinava uno scafo in stile sovietico con una torretta di tecnologia occidentale. Come nella serie Type 69, il Type 80 era dotato di torretta emisferica, simile a quella del T-54/55. Un'altra similitudine consisteva nella posizione del conduttore nella parte anteriore sinistra dello scafo.
L'armamento principale era invece basato su una copia locale del cannone NATO L7 da 105 mm rigato invece che sul 100 mm D-10 rigato sovietico. Il Type 80 è stato inoltre il primo progetto cinese ad utilizzare sei ruote portanti e tre rulli reggicingolo. Le varianti successive del progetto furono inoltre le prime ad incorporare corazzature aggiuntive in compositi.
La serie Type 85-I (designato Storm-1 sul mercato export) ricevette un nuovo modello di torretta saldata. La versione da esportazione Type 85IIAP fu la prima ad essere equipaggiata con un cannone da 125 mm ad anima liscia, poi applicato anche sul Type 88C/Type 96.

## Varianti
Le serie Type 80 e Type 85 erano prototipi per il mercato estero, mentre la serie Type 88 era destinata al mercato domestico. La designazione "M" era usata solitamente per i carri da esportazione.

### Type 80

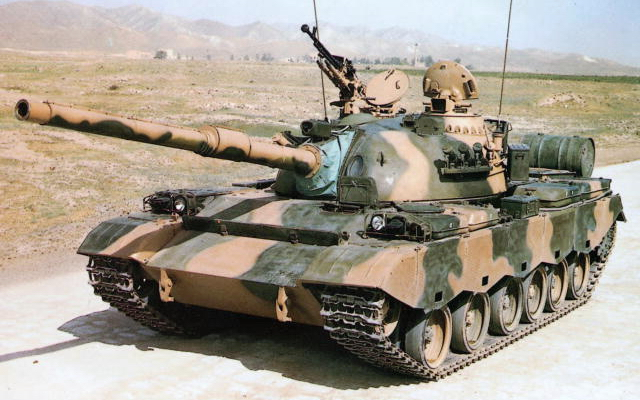
Un Type 80 con cannone da 105 mm.

- Type 80 - Primo progetto di carro cinese di seconda generazione. Prototipo, non entrato in produzione di serie[2]
- Type 80-II - Versione dotata di nuovi sistemi di protezione NBC ed antincendio[2]

### Type 85

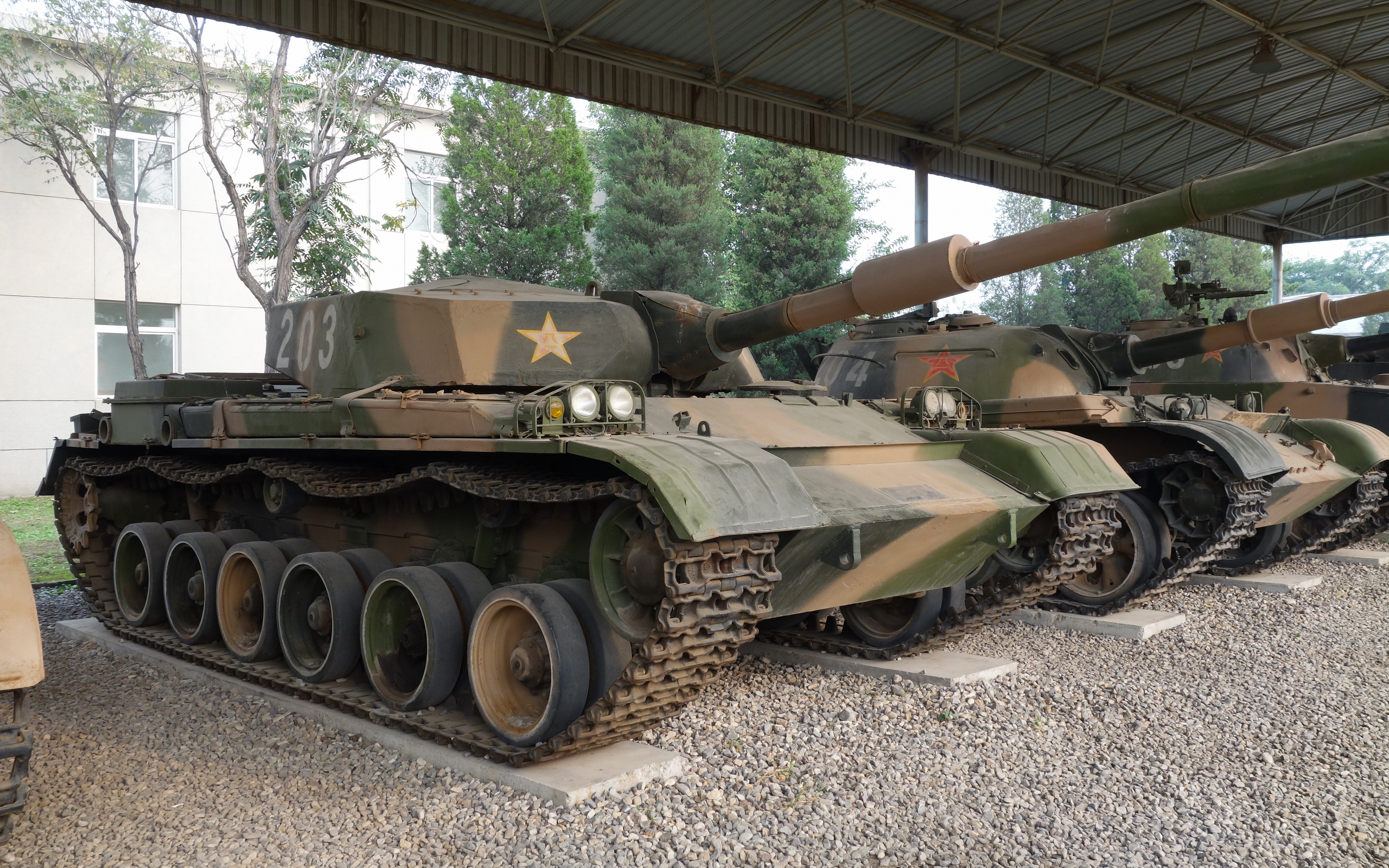
Modello Storm-1. Prototipo per il mercato estero, mai prodotto in massa, dotato di torretta saldata su scafo Type 80.

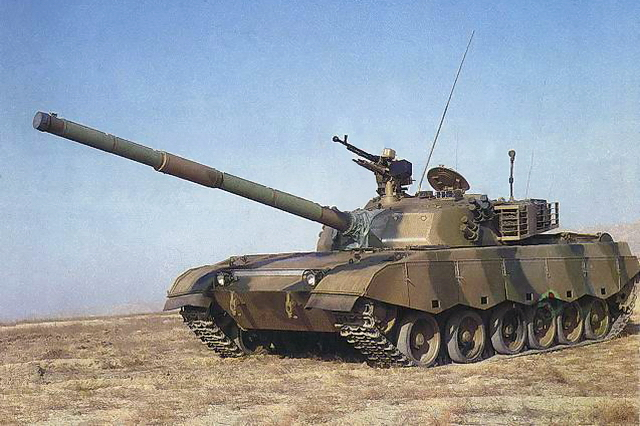
Variante Type 85-IIM con cannone da 125 mm.

- Type 85-I - Prototipo con scafo Type 80, torretta saldata e cannone rigato da 105 mm. Anche conosciuto come Storm-1 (Chinese: "风暴"1). Mai acquistato.[3]
- Type 85-II - Versione del tipo precedente armata con un nuovo cannone da 105 mm prodotto localmente[6]. Motore potenziato da 730 a 800 hp. Conosciuto anche come Storm-2 (Chinese:"风暴"2). Mai acquistato.[3]
- Type 85-IIA/Type 85-IIM - Prototipo con scafo Type 80-II e torretta Type 85-II. Le prime versioni risultarono poco affidabili[7]. Peso in ordine di combattimento di 41 t. Armato con cannone da 125 mm con sistema di caricamento automatico che riduceva l'equipaggio a 3 uomini[4]. Acquistato in alcune centinaia di esemplari da Pakistan nella versione Type 85-IIAP ("P" per Pakistan)[1].
- Type 85-III - Prototipo con motore da 1.000 hp e sistema di trasmissione del T-72[3]. Provvisto di piastre reattive[7].

### Type 88

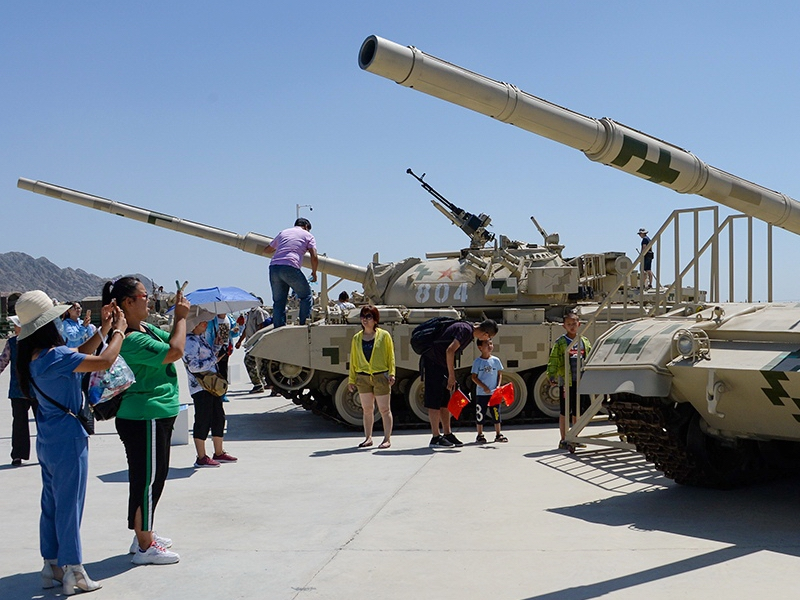
Type 88A tank

- Type 88 - Basato sul progetto Type 80-II. Rastrelliere anteriori della torretta rimosse per l'installazione di piastre reattive ERA.
- Type 88A - Cannone da 105 mm migliorato. Possibilità di installare piastre reattive ERA.
- Type 88B
- Type 88C - Conosciuto anche come Type 96. Versione domestica del Type 85-IIM[4]. Capacità di lancio di missili anticarro dal cannone[8]. In seguito portato allo standard Type 96A[4].

## Utilizzatori
- Birmania - 230+ Type-88B[9]

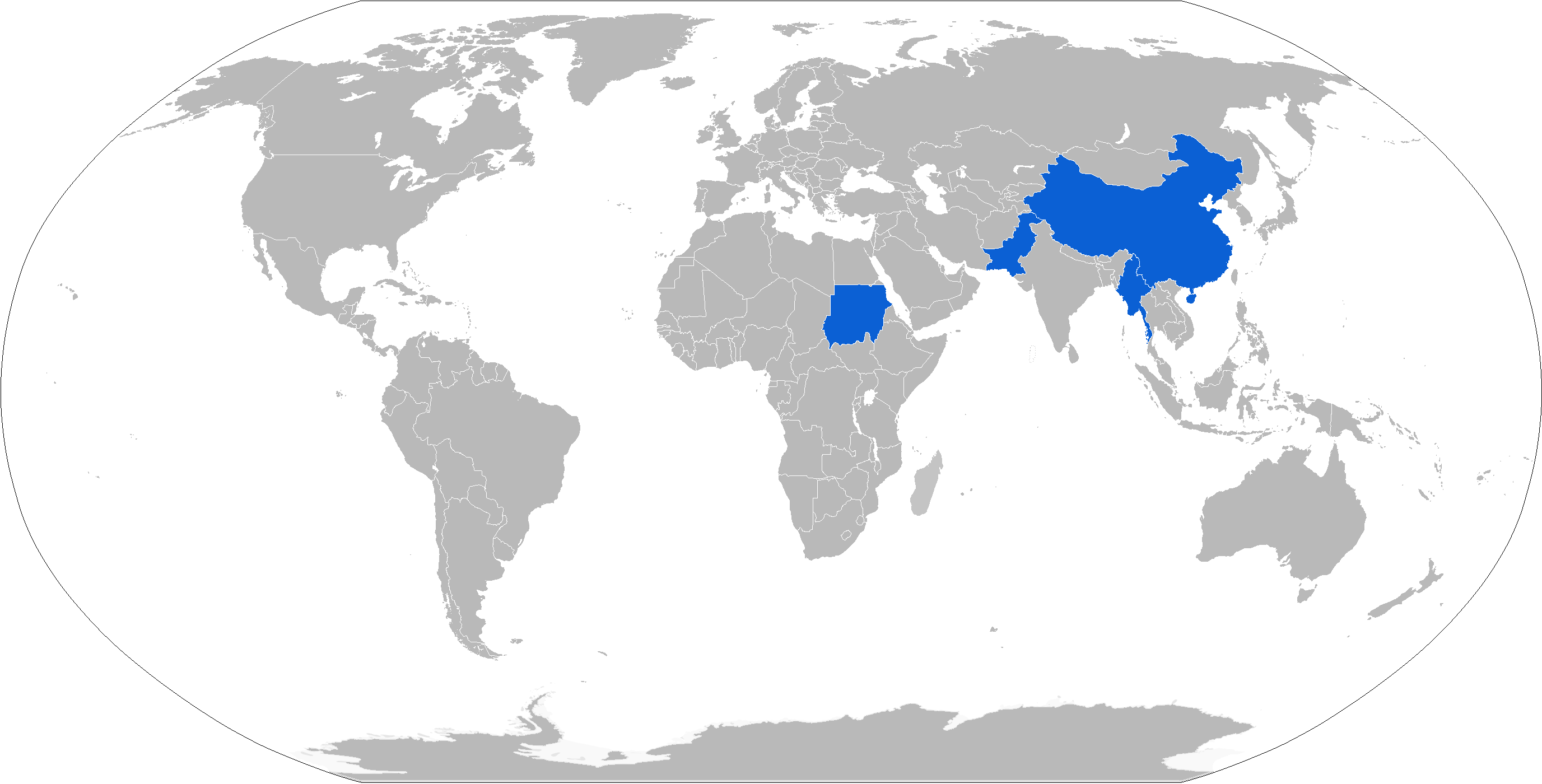
Mappa con i paesi utilizzatori del Type 88/85 in blu e gli ex-utilizzatori in rosso.

- Cina - 500 carri in servizio limitato nella Regione Militare di Pechino[1][4], numero contraddetto dall'International Institute for Strategic Studies che stima in 1.000 i carri in servizio nel 2008 nelle varianti Type 88A/B[2]
- Sudan - 200 Type 80 in servizio
- Pakistan - 250 Type 80 in servizio